# Peace (hudební skupina)
Peace je britská indie rocková skupina založená ve Worcesteru. Kapelu tvoří bratři Harry (zpěv, kytara) a Samuel Koisserovi (basová kytara), Douglas Castle (kytara) a Dominic Boyce (bicí). Skupina si od roku 2012 začala získávat pozornost médií, jako jsou například deník The Guardian a magazín NME, které ji přirovnávají ke kapelám The Maccabees, Foals, Wu Lyf a Vampire Weekend.
Jejich debutový singl "Follow Baby" byl v dubnu roku 2012 vydán ve vlastním nákladu 500 7" vinylových kopií. Skupina má podepsanou nahrávací smlouvu se společností Columbia Records, pod kterou jim 7. září 2012 vyšlo debutové EP Delicious. Před vydáním jejich debutového studiového alba In Love, které vyšlo 25. března 2013, skupina vydala vedoucí singl z tohoto alba, skladbu "Wraith", k čemuž došlo 13. ledna 2013. 9. prosince 2012 byla kapela nominována na britské ocenění společnosti BBC, anketu Sound of 2013.

## Historie

### 2009-2011: Formace a počátky skupiny
Všichni čtyři členové originálně působili v kapele s názvem "November and the Criminal", kterou založili v srpnu roku 2009 a se kterou vydali eponymní debutové EP v březnu roku 2010.  V říjnu roku 2010 založili skupinu, kterou nazvali Peace. Zpěvák skupiny Harry Koisser prohlásil, že byla založena z čiré nudy, název pro kapelu byl inspirován fotografií, která zachycuje oslavy konce druhé světové války. Bratři Koisserovi společně vyrůstali ve městě Kidderminster, ale střední školu Droitwich Spa High School navštěvovali ve městě Droitwich, kde pravidelně docházeli do Wychavon Youth Music kroužku a založili zde hudební skupinu "Third Exit". Po ní následovala skupina s názvem "Farmyard Juice". Boyce a Castle chodili na střední školu Nunnery Wood High School. Harry Koisser se s Boycem seznámil během studia na vysoké škole Worcester Sixth Form College, kde spolu založili psychedelické duo nazvané "Beau", které se po příchodu Sama Koissera & Douga Castleho přejmenovalo na již zmíněné "November & the criminal".
V lednu roku 2012 vydala nyní již skupina Peace první skladbu "Bblood" . Tím si zajistili pozornost magazínu NME, který je posléze zahrnul do svého seznamu Ones to Watch [in 2012] (tedy: Umělci, které se v roce 2012 vyplatí sledovat) a vychvaloval jejich chytlavé vokály a hrozivé kytary. Peace ovšem získali pozitivní review i od deníku The Guardian, který je označil za "budoucnost indie hudby".
V srpnu roku 2012 vydali limitovanou edici debutového singlu "Follow Baby", který vydali na 500 vinylových deskách, z nichž jich bylo 200 podepsaných všemi čtyřmi členy kapely. Na svých koncertních turné měli možnost předskakovat takovým kapelám jako jsou Mystery Jets a The Vaccines, což mimo jiné umožnilo kapele 7. září 2012 vydat své debutové EP Delicious. EP bylo pozitivně přijato kritiky z BBC a NME. EP Delicious obsahuje 4 skladby; píseň "California Daze" byla v srpnu toho roku dostupná zdarma k digitálnímu stažení.

### 2012-současnost:In Love
9. prosince 2012 společnost BBC oznámila, že skupina Peace byla nominována v anketě Sound of 2013. První singl z očekávaného debutového alba nazvaný "Wraith" vyšel 13. ledna 2013. Píseň své působení v singlové hitparádě UK Singles Chart zahájila na 75. místě.
V únoru roku 2013 skupina vystoupila na NME Awards Tour 2013 po boku kapel Palma Violets, Miles Kane a hlavních vystupujících, kapely Django Django. Skladba "Follow Baby" byla vydána jako druhý singl z debutového alba, a to 17. února 2013. První studiové album kapely, In Love, vyšlo 25. března 2013 a své působení v britské hitparádě UK Albums Chart zahájilo na 16. pozici s 9 028 prodanými kopiemi v prvním týdnu.

## Diskografie

### Studiová alba
| Název   | Detaily alba                                                                    | Nejvyšší dosažené pozice v hitparádě |
| Název   | Detaily alba                                                                    | UK                                   |
| ------- | ------------------------------------------------------------------------------- | ------------------------------------ |
| In Love | - Vydáno: 25. března 2013 - Label: Columbia - Formát: LP, CD, digitální stažení | 16                                   |

### Extended plays
| Název        | Detaily                                                                 |
| ------------ | ----------------------------------------------------------------------- |
| EP Delicious | - Vydáno: 7. září 2012 - Vydavatelství: Columbia - Formát: digitální EP |

### Singly
| Název                                               | Rok  | Nejvyšší dosažené pozice v hitparádě | Album   |   |
| Název                                               | Rok  | UK                                   | Album   |   |
| --------------------------------------------------- | ---- | ------------------------------------ | ------- | - |
| "Follow Baby"                                       | 2012 | —                                    | In Love |   |
| "Wraith"                                            | 2013 | 75                                   | In Love |   |
| "California Daze"                                   | 2013 | —                                    | In Love |   |
| "Lovesick"                                          | 2013 | "Toxic                               | In Love | — |
| "—" označuje singl, který se nedostal do hitparády. |      |                                      |         |   |

## Tourné
- Supertour (březen — květen 2012) » jako hlavní vystupující & předskokani[25]
- Tour Delicious (říjen — prosinec 2012) » jako hlavní vystupující[26]
- NME Awards Tour (únor 2013) » jako předskokani[22]
- In Love Tour (duben — květen 2013) » jako hlavní vystupující[27]
- Tour (listopad — prosinec 2013) » jako hlavní vystupující[28]

## Ocenění a nominace
| Rok  | Organizace | Ocenění                         | Nominace za       | Výsledek |
| ---- | ---------- | ------------------------------- | ----------------- | -------- |
| 2012 | NME        | 50 nejlepších skladeb roku 2012 | "California Daze" | #13      |
| 2012 | NME        | 50 nejlepších skladeb roku 2012 | "Bloodshake"      | #43      |
| 2012 | NME        | 50 nejlepších skladeb roku 2012 | "Follow Baby"     | #47      |
| 2012 | BBC        | Sound of 2013                   | n/a               | Nominace |
| 2013 | NME        | Best New Band                   | n/a               | Nominace |